# Lijst van voetbalinterlands Brunei - Jemen
Deze lijst van voetbalinterlands is een overzicht van alle officiële voetbalinterlands tussen de nationale teams van Brunei en Jemen. De landen hebben tot nu toe twee keer tegen elkaar gespeeld. De eerste ontmoeting, een kwalificatiewedstrijd voor het Wereldkampioenschap voetbal 2002, vond plaats in Bandar Seri Begawan op 7 april 2001. Het laatste duel, de returnwedstrijd in dezelfde kwalificatiereeks, werd gespeeld op 27 april 2001 in Sanaa.

## Wedstrijden
| № | Plaats              | Datum         | Competitie           | Wedstrijd      | Uitslag |
| - | ------------------- | ------------- | -------------------- | -------------- | ------- |
| 1 | Bandar Seri Begawan | 7 april 2001  | WK 2002 kwalificatie | Brunei − Jemen | 0 − 5   |
| 2 | Sanaa               | 27 april 2001 | WK 2002 kwalificatie | Jemen − Brunei | 1 − 0   |

## Samenvatting
| Competitie      | Totaal gespeeld | Winst Brunei | Gelijk | Winst Jemen | Doelsaldo Brunei – Jemen |
| --------------- | --------------- | ------------ | ------ | ----------- | ------------------------ |
| WK-kwalificatie | 2               | 0            | 0      | 2           | 0 − 6                    |
| Totaal          | 2               | 0            | 0      | 2           | 0 − 6                    |

Wedstrijden bepaald door strafschoppen worden, in lijn met de FIFA, als een gelijkspel gerekend.
NFABD
Bermuda ·
Bhutan ·
Cambodja ·
China ·
Filipijnen ·
Hongkong ·
India ·
Indonesië ·
Japan ·
Jemen ·
Laos ·
Macau ·
Malediven ·
Maleisië ·
Mongolië ·
Myanmar ·
Nepal ·
Oost-Timor ·
Pakistan ·
Rusland ·
Singapore ·
Sri Lanka ·
Tadzjikistan ·
Taiwan ·
Thailand ·
Vanuatu ·
Verenigde Arabische Emiraten ·
Zuid-Korea
YFA · A-internationals
1984 – 1989 · 
1990 – 1999 · 
2000 – 2009 · 
2010 – 2019 ·
2020 − 2029
Bahrein ·
Bangladesh ·
Bhutan ·
Brunei ·
Cambodja ·
China ·
Comoren ·
Djibouti ·
Egypte ·
Eritrea ·
Ethiopië ·
Filipijnen ·
Finland ·
Hongkong ·
India ·
Indonesië ·
Irak ·
Iran ·
Japan ·
Jordanië ·
Kenia ·
Kirgizië ·
Koeweit ·
Libanon ·
Libië ·
Malawi ·
Malediven ·
Maleisië ·
Marokko ·
Mauritanië ·
Mongolië ·
Nepal ·
Noord-Korea ·
Oeganda ·
Oezbekistan ·
Oman ·
Pakistan ·
Palestina ·
Qatar ·
Saoedi-Arabië ·
Singapore ·
Soedan ·
Sri Lanka ·
Syrië ·
Tadzjikistan ·
Tanzania ·
Thailand ·
Tsjaad ·
Turkmenistan ·
Verenigde Arabische Emiraten ·
Vietnam ·
Zambia ·
Zuid-Korea